# Current Oncology
Current Oncology is een internationaal, aan collegiale toetsing onderworpen open access wetenschappelijk tijdschrift op het gebied van de oncologie. De naam wordt in literatuurverwijzingen meestal afgekort tot Curr. Oncol. Het is opgericht in 2005.